# Calloconophora dietrichi
Calloconophora dietrichi är en insektsart som beskrevs av Creão-duarte och Albino Morimasa Sakakibara 1994. Calloconophora dietrichi ingår i släktet Calloconophora och familjen hornstritar. Inga underarter finns listade i Catalogue of Life.